# Гаско Мечислав Едмундович
Мечислав Едмундович Гаско (справжнє ім‘я Майор Ефраїмович) (27 січня 1907, Луцьк — 1996, Київ) — український письменник і літературний дослідник. Член літературної організації «Західна Україна».
Жертва сталінського терору.

## Життєпис
Народився в м. Луцьку на Західній Волині. Батько був крамарем. Сім‘я була велика, не рахуючи померлих передчасно, було 7-ро дітей.
У час революції 1917-го бував на численних мітингах тієї доби, бігав по всіх демонстраціях.
У 1919 з огляду на скрутне матеріальне становище сім‘ї був змушений піти працювати до друкарні Збера в Луцьку. 1921 вступив до 7-ї групи семирічки та закінчив її. З 1922 працював у Рівному ретушером. Тут він організовує перший комуністичний гурток. Такий самий гурток він створює і в Луцьку. 1924 стався провал організації, унаслідок чого «пілсудчики» півроку тримають Гаска у в‘язниці. Стан здоров‘я погіршився. Щоб уникнути переслідувань, Мечислав Гаско «тікає на Радянщину».
Лікувався на Кавказі, потім вступає до Одеського інституту народного господарства. Саме в Одесі Гаско починає активно займатися літературною творчістю, вступає до лав місцевої філії «Гарту».
1927 переїздить до Харкова, де продовжує навчання в Харківському інституті народного господарства. Впродовж 1930–1934 років був аспірантом Інституту червоноï професури. Письменник належав до літературної організації «Західна Україна». Його перу належать вірші «Авіа-марш», «Західній Україні», «На кордоні», «На прорив», «Пісня про шістьох розстріляних у Польщі». Видав збірки віршів «Обабіч кордону» (1930), «Шлю вам свій привіт», «Над аеродромом» (1931).

### Репресії
Влітку 1933 року Гаска арештовують органи НКВД СССР за удавану приналежність до контрреволюційної письменницької організації. Після тортур підписав псевдозізнання. 31 травня 1934 був засуджений до 6 років ув‘язнення у ВТТ. Карався у Печорському концтаборі в Республіці Комі 3 роки. Саме там письменник знайомиться з ще одним в'язнем Сталіна — Остапом Вишнею.
6 вересня 1956 року Київський військовий трибунал скасував постанову особливоï наради від 31 травня 1934 року щодо М. Гаска, а справу припинив за відсутністю складу злочину.
Після реабілітації переїздить до Києва, де поновлює творчу й наукову діяльність. Видав збірки «Поезії» (1958), «Ланки життя» (1967) та інші, він — автор книг «Про що розповідають малюнки Тараса Шевченка» (1970), «У колі Шевченкових та Гоголевих друзів» (1980), збірки літературно-критичних нарисів «Пошуки і знахідки» (1990).
Життєвий шлях Мечислава Гаско досліджував український літературознавець Погребенник Федір Петрович.

### Про М. Гаско
- Архів Розстріляного Відродження [Текст] : матеріали архівно-слідчих справ укр. письменників 1920 - 1930-х рр. - Київ: Смолоскип, 2010: Т. 1 : [Михайло Яловий, Іван Ткачук, Мечислав Гаско, Володимир Ґжицький, Мирослав Ірчан, Олекса Слісаренко, Яків Кальницький] / [упоряд. Олександра й Леоніда Ушкалових]. - 2010. - 453 с. : портр.  Гаско Мечислав Едмундович, український поет, перекладач і літературознавець/ Центральний державний архів-музейлітератури і мистецтва України, Фонд 1353 за 1917-1995. — Режим доступу: https://old-csam.archives.gov.ua/includes/uploads/opisy/f1353_op1.pdf
- Йовенко, С. Мечислав Гаско (1907-1996) : антологія "Вітчизни" [Текст] / С. Йовенко // Вітчизна. — 2008. — № 5-6. — С. 134-143.
- Кирилюк, Є. Шевченківськознавчі студії Мечислава Гаско // Гаско, М. У колі Шевченкових та Гоголевих друзів : Етюди пошуків і знахідок. — Київ: Радянський письменник,1980. — 1980. —259 с. (с.3-4). — Режим доступу: http://kobzar.ua/item/show/3715
- Коваль В. Життя, як печорська вода: Тричі репресований Мечислав Гаско // Вітчизна. 1995.
- Коваль, В. К. Гаско Мечислав Едмундович // Енциклопедія Сучасної України: електронна версія [онлайн] / гол. редкол.: І. М. Дзюба, А. І. Жуковський, М. Г. Железняк та ін.; НАН України, НТШ. Київ: Інститут енциклопедичних досліджень НАН України, 2006. — Режим доступу: URL: https://esu.com.ua/search_articles.php?id=28827 (дата перегляду: 12.01.2022)
- Мушкетик Ю. «Стражденна, чиста душа…» // ЛУ. 1996, 14 листоп.;
- Погребенник, Ф. Гаско Мечислав Едмундович: Біографія// Літературна Україна.— 1991. — 27.06 (№26). — Режим доступу: https://www.ukrlib.com.ua/bio/printit.php?tid=1769 [Архівовано 1 лютого 2022 у Wayback Machine.]
- Усенко, П. Про Мечислава Гаско // Гаско М. Поезії. - Київ, 1958. - 104 с.

### Твори
- Гаско, М. Звенья жизни. — М., 1971.
- Гаско, Мечислав Едмундович. Ланки життя [Текст] : вибране / М. Е. Гаско. - Київ: Дніпро, 1967. - 104 с. З дарчим написом
- Гаско, Мечислав Едмундович. Поезії [Текст] / М. Е. Гаско. - Київ: Радянський письменник, 1958. - 104 с. З дарчим написом
- Гаско, Мечислав Едмундович. Про що розповідають малюнки Шевченка [Текст] : шевченкознавчі етюди / М. Е. Гаско ; ред. Э. П. Кирилюк. - Київ: Радянський письменник, 1976. - 227 с. — Режим доступу: http://kobzar.ua/item/show/939
- Гаско, М. У колі Шевченкових та Гоголевих друзів : Етюди пошуків і знахідок. — Київ: Радянський письменник,1980. — 1980. —259 с. — Режим доступу: http://kobzar.ua/item/show/3715
- Гаско Мечислав Едмундович// Антологія української поезії. В 4 т. [Текст]. [Поезія великого сорокаріччя] / упорядкування М. Рильського, М. Нагнибіди ; упорядкування тома М. Нагнибіди ; вступ. ст. Л. Новиченка. — Київ : Держлітвидав, 1957. — 443 с. — Режим доступу: http://195.20.96.242:5028/khportal/DocDescription?docid=KhHDAK.BibRecord.192958
- Гаско Мечислав. Кавказькі спогади (поезії) Педа Панько// Гарт. – 1929. – Січень (№ 1) . — Режим доступу : http://escriptorium.univer.kharkov.ua/handle/1237075002/2778 [Архівовано 15 квітня 2022 у Wayback Machine.]
- Федір Погребенник. Гаско Мечислав. Бібліотека української літератури. Архів оригіналу за 23 серпня 2013. Процитовано 20 листопада 2012.
- Людмила Ланшина. Гаско Мечислав. Український центр. Архів оригіналу за 5 березня 2016. Процитовано 20 листопада 2012.